# 水谷友彦
水谷 友彦（みずたに ともひこ、1992年〈平成4年〉4月3日 - ）は、日本のピアニスト。兵庫県神戸市出身。大阪府東大阪市在住。2022年4月より大阪音楽大学講師。

## 人物・来歴
1992年兵庫県神戸市生まれ。
4歳よりヤマハ音楽教室にてピアノを学び始める。
大阪府立夕陽丘高等学校音楽科を卒業。
大阪音楽大学音楽学部ピアノ演奏家特別コースに入学。在学中、宝塚ベガ音楽コンクールをはじめ数々のコンクールで入賞する。
2016年3月に最優秀賞を授与され、大阪音楽大学ピアノ演奏家特別コースを首席で卒業。
2018年3月に大阪音楽大学大学院修士課程を修了後、ハンガリー国立リスト・フェレンツ音楽大学に入学。
これまでに、芹澤佳司、横田知子、青柳晋、仲道郁代、芹澤文美、ガーボル・エックハルト、レイフ・オヴェ・アンスネスのもとで学ぶ。
各地でソロリサイタル、室内楽、オーケストラとの共演を定期的に行い、その演奏は高い評価を受けている。とりわけバルトーク・ベーラの作品に造詣が深く、バルトークの作品を積極的に演奏している。
室内楽においてはザ・フェニックスホールで松井拓史と郷古廉、⽔野優也らとともにレクチャーコンサートシリーズ「ピアノ三重奏の歴史」を開催している。
また、2024年に行われたガブリエル・フォーレ没後100年記念「Fauré and more Fauré フォーレ ピアノ五重奏曲 全曲演奏会」は『音楽の友』や『サラサーテ』などの主要雑誌で《緩急を交え、クリアな筆致で曲を運ぶ、稀有な演奏》などの高い評価を得た。
2022年4月より大阪音楽大学講師として後進の指導にもあたっている。。
現在、大阪府東大阪市在住。